# Soledad (Honduras)
Soledad es un municipio del departamento de El Paraíso en la República de Honduras.

## Toponimia
Su nombre fue puesto en honor a su Santa Patrona, la Virgen de La Soledad.

## Límites
Se encuentra en un terreno quebrado rodeado de montañas, a 80 km de Yuscarán, regado por el Río Las Cañas.
| Orientación | Límite                                        |
| ----------- | --------------------------------------------- |
| Norte       | Municipio de Nueva Armenia, Francisco Morazán |
| Sur         | Municipio de Orocuina, Choluteca              |
| Sur         | Municipio de Liure, El Paraíso                |
| Este        | Municipio de Texiguat, El Paraíso             |
| Oeste       | Municipio de Pespire, Choluteca               |
| Oeste       | Municipio de San Isidro, Choluteca            |

## Historia
En 1826 (10 de agosto), le dieron categoría de Municipio.
En 1889, en la División Política Territorial 1889 formaba parte del Distrito de Texiguat.

### Alcaldes
Época democrática de Honduras, con la nueva Constitución de 1982. 
| Periodo   | Nombre alcalde    |                                                                            |
| --------- | ----------------- | -------------------------------------------------------------------------- |
| 1982-1984 | Julio Álvarez     |                                                                            |
| 1984-1987 | Andrés Oyuela     | Con la muerte del señor Andrés Oyuela paso a tomar su lugar Maximino Morán |
| 1987-1991 | Agustín Baquedano |                                                                            |
| 1991-1994 | Indalecio Cruz    |                                                                            |
| 1994-1998 | Francisco Oyuela  |                                                                            |
| 1998-2000 | Armando Aguilar   |                                                                            |
| 2000-2003 | Francisco oyuela  |                                                                            |
| 2003-2006 | Exequiel Casco    |                                                                            |
| 2006-2010 | Exequiel Casco    |                                                                            |
| 2010-2014 | Exequiel Casco    |                                                                            |

## Economía
La ocupación mayoritaria es la agricultura de subsistencia, y como producción industrial el cultivo de paste y elaboración de hamacas, además se practica la ganadería, alfarería.

## Turismo

### Gastronomía
Rosquillas, quesadillas, pan y tamales.

## Infraestructura
En el Municipio de la Soledad, existen los siguientes: La iglesia datada aproximadamente dos siglos de antigüedad, el edificio del Cabildo Municipal. 
Entre los centros de educación y oficinas existen: Colegios de educación secundaría, Escuelas de educación primaria, Dirección distrital de educación pública, oficina de Policía Nacional de Honduras, Alcaldía Municipal, centro de salud y oficina local de Hondutel así mismo cuenta con ambulancia cruz roja.
- Oficinas de ayuda y colaboración internacionales: ONG, "Ayuda en acción", PMA, Programa Mundial de alimentos y HELDER Children.
- El Instituto José María Espinoza, lleva el nombre de uno de sus más ilustres hijos el profesor y escritor José María Espinoza.

### Proyectos de desarrollo
- Electrificado, agua potable, construcción y arreglo de carreteras, donación y construcción de viviendas
- El proyecto de aguas negras en el centro de Soledad.

## División Política
Aldeas: 8 (2013)
Caseríos: 138 (2013)
| Código | Aldea                                      |
| ------ | ------------------------------------------ |
| 071401 | Soledad Centro (la cabecera del municipio) |
| 071402 | La Paz o Rodeíto                           |
| 071403 | La Victoria                                |
| 071404 | Las Marías                                 |
| 071405 | Los Alpes                                  |
| 071406 | San Diego                                  |
| 071407 | San Marcos                                 |
| 071408 | Santo Domingo                              |